# Herbert Buhtz
Herbert Buhtz, född 12 april 1911 i Koblenz, död 7 juni 2006 i Berlin, var en tysk roddare.
Buhtz blev olympisk silvermedaljör i dubbelsculler vid sommarspelen 1932 i Los Angeles.